# Walnut Grove (Minnesota)
Walnut Grove (dawniej Walnut Station) – miasto w hrabstwie Redwood w stanie Minnesota.

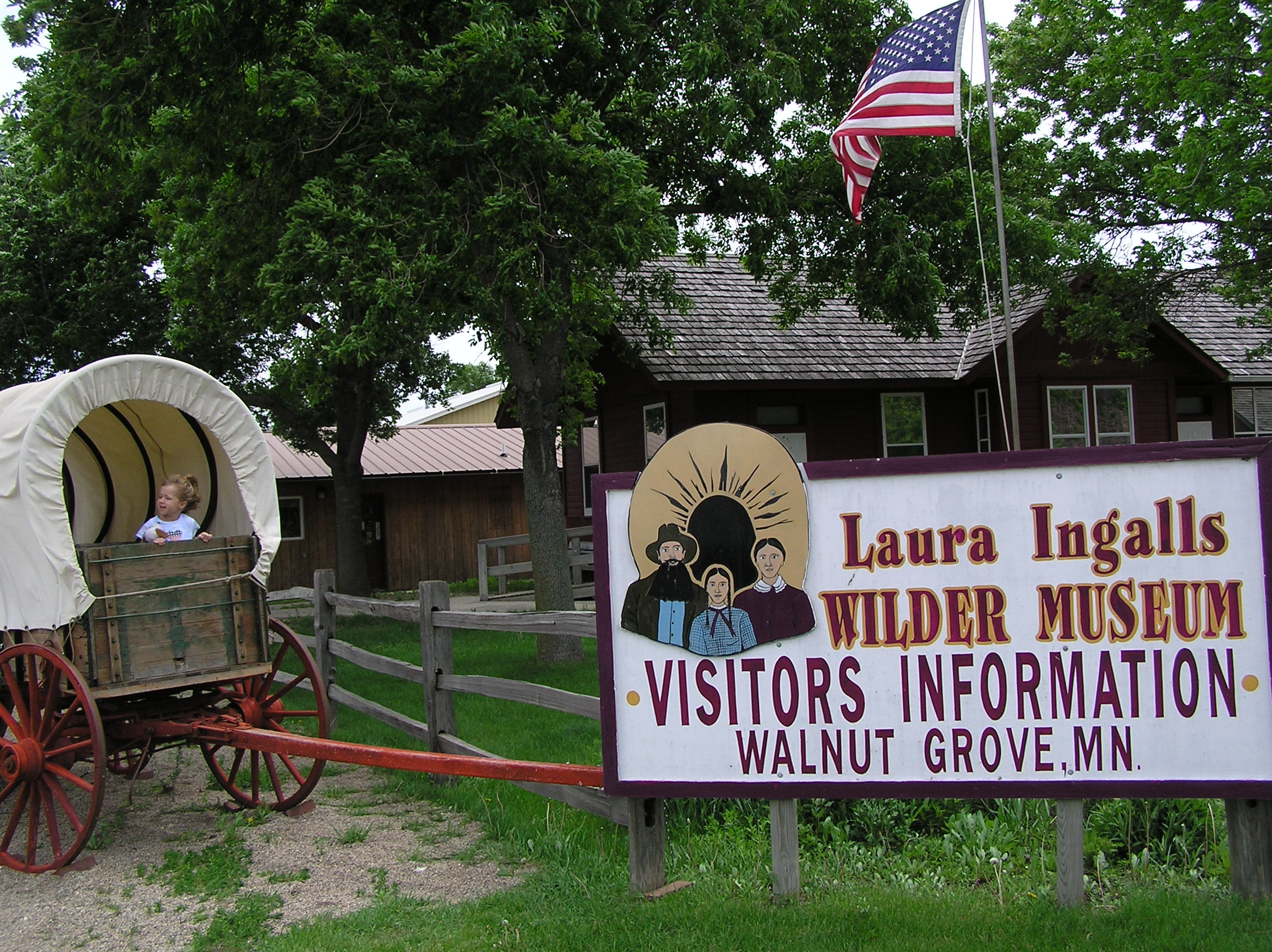

W latach 1874–1876 oraz 1877–1879, w pobliżu miasta, w kierunku północno-zachodnim – nad Śliwkowym Strumieniem (ang. Plum Creek), mieszkała z rodziną Laura Ingalls Wilder, późniejsza autorka książek z serii "Domek na prerii". Również tutaj została umieszczona akcja, luźno opartego na tych książkach serialu telewizyjnego Domek na prerii.
W mieście znajduje się muzeum, poświęcone pisarce, które regularnie organizuje festiwal jej imienia. Udział w nim biorą m.in. aktorzy z serialu.